# Дитячі соціальні заклади Кременчука
Дитячі соціальні заклади — установи, покликані захищати права дітей.
Серед даних установ у Кременчуці діють:
- Кременчуцький міський центр соціальної реабілітації дітей-інвалідів
- Дитячий притулок-розподільник «Промінь»
- Кременчуцька загальноосвітня школа-інтернат I-III ступенів ім. А. С. Макаренка
- Кременчуцька загальноосвітня спеціальна школа-інтернат
- Комунальне підприємство "Кременчуцький обласний спеціалізований будинок дитини Полтавської обласної ради".

Владою міста, молодіжними та благодійними організаціями підтримується діяльність закладів. Зокрема, традиційно, починаючи з 2002 р. Молодіжний парламент Кременчука, Кременчуцький міський комітет молодіжних організацій, виконком Кременчуцької міської ради, організовують благодійну акцію «Святий Миколай — дітям». Під час акції у всіх навчальних закладах, чисельних організаціях і установах міста волонтери збирають подарунки, які потім передають у заклади, в яких виховуються діти, позбавлені батьківської опіки.

## Кременчуцький обласний спеціалізований будинок дитини Полтавської обласної ради
Кременчуцький обласний спеціалізований будинок дитини це заклад в структурі охорони материнства та дитинства для медико-соціального захисту дітей — сиріт та дітей позбавлених батьківського піклування. Кількість затверджених місць — 120.
Заклад створений з метою: Впровадження функціонально — структурної моделі охорони материнства та дитинства для медико — соціального захисту дітей, з метою задоволення потреб у догляді, оздоровленні, вихованні і навчанні дітей — сиріт; дітей, що залишились без піклування батьків (діти, яких відмовились забрати з пологового будинку, іншого закладу охорони здоров'я батьки чи інші родичі; діти підкинуті; діти знайдені; діти батьків, позбавлених батьківських прав; діти одиноких батьків; діти, які за рішенням суду відібрані у батьків без позбавлення їх батьківських прав; діти батьків, визнаних у судовом  порядку безвісно відсутніми, недієздатними; діти-сироти; діти, батьки яких не мають можливості їх виховувати (за станом здоров'я; у зв'язку з тривалим від'їздом; відбуванням покарання; перебуванням під вартою; в період слідства; у зв'язку з тяжкими матеріально — побутовими умовами та інше)); дітей з вадами фізичного та розумового розвитку (III — V груп здоров'я) віком від народження до 6 років, а також:
- з органічним ураженням центральної нервової системи та порушенням психіки;
- з органічним ураженням нервової системи без порушення психіки;
- з органічним ураженням нервової системи, в тому числі з дитячим церебральним паралічем без порушення психіки;
- з порушенням функції опорно — рухового апарату та іншими вадами фізичного розвитку без порушення психіки;
- з порушенням слуху та мови; — з порушенням мови;
- з порушенням зору (сліпі, слабозорі);
- тубінфікованих, хворих з малими та згасаючими формами туберкульозу, ВІЛ — інфікованих.

Станом на січень 2022 р. у КП "КОСБД ПОР" перебуває 61 дитина від народження до 6 років, позбавлена батьківського піклування.

### Структура будинку
У двоповерховій будівлі закладу розташовані спальні, музична та актова зали, приміщення для лікувальної фізкультури, сенсорна кімната, маніпуляційний кабінет, фізкабінет тощо.
Діти, що перебувають у будинку дитини розподілені по групам, зважаючи на фізичний стан та вік дитини. Для кожної з груп підібрані відповідні іграшки, ліжка та харчування. Цілодобово за дітьми наглядає няня та медсестра.

### Історія закладу
Заклад працює з 1980 р.
Згідно з розпорядженням голови Полтавської обласної державної адміністрації від 6 березня 1997 p. одержав статус обласного закладу і підпорядкований управлінню охорони здоров'я.

### Благодійні внески
У 2008 р. Будинок отримав благодійних внесків загальною сумою 402 тисячі гривень. У 2009 р. — 6955 тисяч гривень.
Будинок Дитини часто відвідують волонтери. Зокрема зібрані іграшки уже декілька років поспіль передаються Будинку, у рамках благодійної акції «Святий Миколай — дітям». У 2011 р. в рамках цієї акції Будинку було передано 100 пакунків памперсів.
У 2011 р міський голова Олег Бабаєв передав директору закладу Лідії Пересунько дитячий батут і гойдалку.

## Дитячий притулок-розподільник «Промінь»
Притулок «Промінь» — заклад для виховання дітей, які залишилися без опіки батьків.
Щороку понад 300 дітей віком до 18 років потрапляють до цього закладу. Термін перебування — на 90 днів. За цей термін соціальні служби повинні вирішити подальшу долю дітей, яких підбирають на вокзалах, вулицях, потягах, більшість з них втікають з дому через проблеми у сім'ї.
У 2009 р. був об'єднаний із дитячим притулком-розподільником «Пролісок», шляхом ліквідації останнього.
На 2012 р. із бюджету Полтавської області на утримання дитячого притулку «Промінь» планується витратити 1 мільйон 590 тисяч гривень.

### Перспективи
До 2013 р. в рамках державної програми на базі притулку буде створений центр соціальної реабілітації. Діти у такому центрі зможуть жити до одного року. Вони будуть розраховані на меншу кількість дітей.

## Кременчуцька загальноосвітня школа-інтернат I-III ступенів ім. А.С.Макаренка
У Кременчуцькій загальноосвітній школі-інтернаті I-III ступенів ім. А. С. Макаренка навчаються діти-сироти, та діти, які залишилися без батьківського піклування. У 2010—2011 навчальному році в закладі навчалось близько 255 дітей-сиріт віком від 6 до 18 р.
Наприкінці 2010 р. за сприянням місцевої газети «Кременчуцький ТелеграфЪ» школу-інтернат відвідав молодіжний російський поп-гурт «Ранетки».

### Історія закладу
Кременчуцька школа-інтернат розпочала своє існування з 14 листопада 1961 р. як Кременчуцька середня школа-інтернат.
Було збудовано школу і будинок-гуртожиток на 620 учнів. У 1961—1962 навчальному році в школі-інтернаті навчалось 897 учнів.
11 листопада 1967 р. Рада Міністрів УРСР прийняла Постанову про перейменування закладу на Кременчуцьку середню
загальноосвітню трудову політехнічну школу-інтернат з виробничим навчанням ім. А. С. Макаренка.
З 1 вересня 1981 р. школа була реорганізована в загальноосвітню школу-інтернат I-III ступенів ім. А. С. Макаренка для малозабезпечених та соціально незахищених верств населення.

## Кременчуцька загальноосвітня спеціальна школа-інтернат
У 2010—2011 навчальному році в закладі навчалось близько 170 дітей з особливими потребами, віком 7 — 17 років, ~ 30 дітей — інваліди.
Учні живуть протягом навчального тижня в інтернаті, на вихідні, канікули та свята роз'їжджаються по домівках.

### Історія закладу
Кременчуцька спеціальна загальноосвітня школа-інтернат була відкрита в серпні 1958 р. на базі школи-інтернату для глухонімих дітей.
В 1976 р. було споруджено двоповерхову будівлю сучасної школи-інтернату для 150 вихованців.
У вересні 1998 р. директором закладу стала «Заслужений працівник освіти України» — Тиха Т. Д.
Нині у школі працює 38 педагогів, діє 32 творчих гуртки.

### Благодійні внески
Фінансову підтримку школи забезпечують лише місцеві благодійні організації. У рамках благодійної акції «Святий Миколай — дітям» школа-інтернат отримує зібрані дитячі іграшки, канцтовари.

## Кременчуцький міський центр соціальної реабілітації дітей-інвалідів
Детальніше у статті «Кременчуцький міський центр соціальної реабілітації дітей-інвалідів»
Центр спеціалізується на реабілітуванні дітей з вадами зору та слуху, опорно-рухового апарату, інтелектуальними вади, ураженням центральної нервової системи, змішаними вадами.
З дітьми працюють: невролог, ортопед, педіатр, фахівець з фізичної реабілітації, гідрокінезотерапевт, масажисти, психолог, логопед, вчителі-реабілітологи та інші.
З 2012 р. Центр підпорядковується області.

### Меценатство
Бургомістр Райнер Штольц з 2006 року тісно співпрацює з Центром. За період з 2006 по 2011 р. у Німеччині змогли відпочити та оздоровитись, а також пройти додаткове медичне обстеження 42 дитини.

## Інше
Окрім вищезгаданих у Кременчуці на кінець 2011 р. діють дитячий будинок сімейного типу Ганни Леонідівни Кондрик, де виховуються 7 дітей та дві прийомні родини Мосієнко — 3 дітей та Пасько — 4 дитини.